# Marco Furio Camillo
Marco Furio Camillo (in latino Marcus Furius Camillus; 446 a.C. circa – 365 a.C.) è stato un politico e generale romano e uno statista di famiglia patrizia.
Fu censore nel 403 a.C., celebrò il trionfo quattro volte, cinque volte fu dittatore e fu onorato con il titolo di Pater Patriae, Secondo fondatore di Roma.

## Biografia

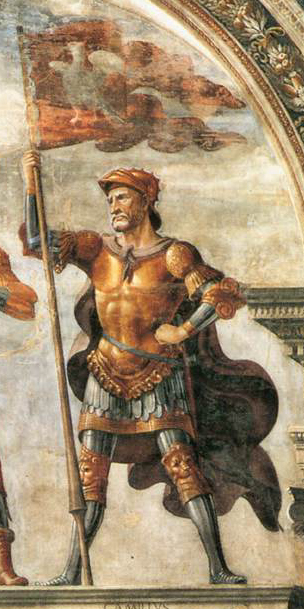
Domenico Ghirlandaio, Furio Camillo (1482-1484), Palazzo Vecchio, Firenze

(Eutropio, Breviarium ab Urbe condita lib. I,20)

### Primo tribunato consolare
Nel 401 a.C. fu eletto tribuno consolare con Lucio Giulio Iullo, Gneo Cornelio Cosso, Manio Emilio Mamercino, Lucio Valerio Potito e Cesone Fabio Ambusto.
Nonostante le discordie interne tra patrizi e plebei, sul fronte militare i romani riconquistarono le posizioni perse l'anno precedente a Veio, razziarono il territorio dei veienti, condotti da Gneo Cornelio e Furio Camillo, mentre a Valerio Potito fu affidata la campagna contro i Volsci per riconquistare Anxur, che fu posta sotto assedio.

### Secondo tribunato consolare
Nel 398 a.C. fu eletto tribuno consolare con Lucio Valerio Potito, Marco Valerio Lactucino Massimo, Lucio Furio Medullino, Quinto Servilio Fidenate Quinto Sulpicio Camerino Cornuto.
I Romani continuarono nell'assedio di Veio e, sotto il comando di Valerio Potito e Furio Camillo, saccheggiarono Falerii, Capena e Poggio Sommavilla città alleate degli etruschi.

### Prima dittatura
Furio Camillo fu nominato dittatore nel 396 a.C., dopo che i Romani, guidati dai Tribuni Consolari Lucio Titinio Pansa Sacco e Gneo Genucio Augurino caddero in un'imboscata organizzata da Falisci e Capenati, nella quale lo stesso Gneo Genucio perse la vita. Furio nominò Publio Cornelio Maluginense suo magister equitum.
Camillo infuse un nuovo coraggio e un nuovo entusiasmo nell'Esercito romano e nella popolazione, punì i disertori e i fuggiaschi delle precedenti battaglie e scaramucce, stabilì un giorno per la chiamata di leva, corse sotto le mura di Veio a rincuorare i soldati che stavano continuando l'assedio, tornò a Roma a reclutare il nuovo Esercito. Nessuno cercò di farsi esentare e anche "gli Alleati" Latini ed Ernici si offrirono volontari. Completata l'organizzazione, il Dittatore fece voto di indire grandi giochi e di restaurare il tempio della Madre Matuta quando Veio sarebbe stata conquistata.
Camillo si diresse su Veio, e strada facendo sconfisse Capenati e Falisci, ne prese gli accampamenti e un grande bottino. Arrivato sotto le mura di Veio fece costruire altri fortini e fece cessare le pericolose scaramucce inutilmente combattute nello spazio fra il vallo romano e le mura etrusche; inoltre si lanciò in un appassionato discorso seguendo i dettami del rito dell'Evocatio.
(Tito Livio, Ab Urbe condita libri, V, 21, 2)
Poi ordinò la costruzione di una galleria che doveva arrivare fino alla rocca nemica. Gli scavatori furono divisi in sei squadre che si avvicendavano ogni sei ore.
Basandosi sul favorevole procedere delle operazioni, Camillo si pose il problema della spartizione di un bottino che si preannunciava superiore a quello di tutte le precedenti guerre assommate. Se spartito fra i soldati con avarizia se ne sarebbe scatenato il risentimento ma si sarebbe arricchito lo Stato. Se fosse stato generoso con i combattenti i patrizi avrebbero contrastato le decisioni. Il Senato, investito del problema si divise: una fazione guidata da Publio Licinio Calvo Esquilino voleva che chi si aspettava del bottino se lo andasse a prendere a Veio, al seguito delle truppe. L'altra fazione, patrizia, capeggiata da Appio Claudio, chiedeva il versamento alle casse dello Stato per poter diminuire le tasse con cui veniva finanziato il soldo dei militari. Il Senato scelse di "non decidere" e lasciò al "popolo", riunito nei Comizi, la parola finale.
(Tito Livio, Ab Urbe condita libri, V, 20, 10)

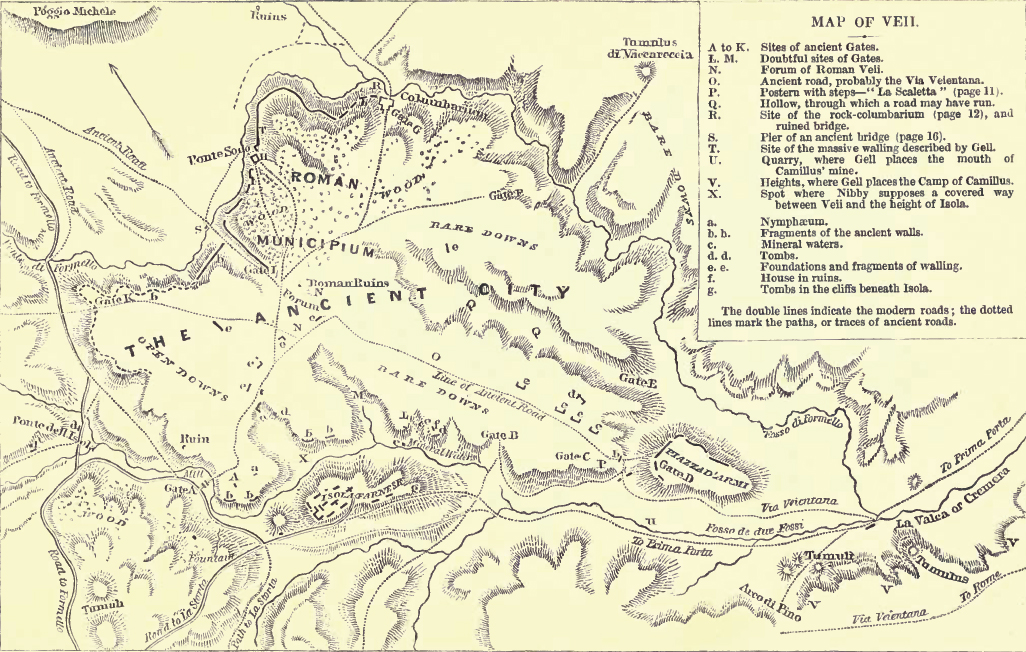
Mappa della città di Veio.

Forte di un grande esercito, Furio Camillo ordinò alle truppe di dare l'assalto alle mura di Veio, come mossa diversiva, per nascondere il movimento delle truppe scelte che passavano entro il tunnel sotterraneo, segretamente scavato.
(Tito Livio, Ab Urbe condita libri, V, 21, 7)
I Romani irruppero improvvisamente all'interno del tempio di Giunone, sulla cittadella di Veio, e subito si diedero a colpire i nemici assiepati sulle mura, e ad aprire le porte della città. Fu un enorme massacro, che terminò solo quando il dittatore ordinò di risparmiare i nemici che abbandonavano le armi.
(Tito Livio, Ab Urbe condita libri, V, 21, 13)
Enorme fu il bottino, ma i soldati rimasero ugualmente insoddisfatti, perché lo dovettero dividere con i Romani giunti dalla città, e perché Furio Camillo destinò all'Erario il ricavato dalla vendita degli schiavi.
La statua di Giunone Regina fu portata a Roma, dove le fu dedicato un tempio sull'Aventino, dove Furio Camillo ne dedicò uno nuovo a Mater Matuta, dopo che fu celebrato il trionfo, e la vittoria fu festeggiata con 4 giorni di feste.

### Terzo tribunato consolare
Nel 394 a.C. fu eletto tribuno consolare con Gaio Emilio Mamercino, Lucio Furio Medullino, Lucio Valerio Publicola, Spurio Postumio Albino Regillense e Publio Cornelio Scipione.
(Tito Livio, Ab Urbe condita libri, V, 26, 1)

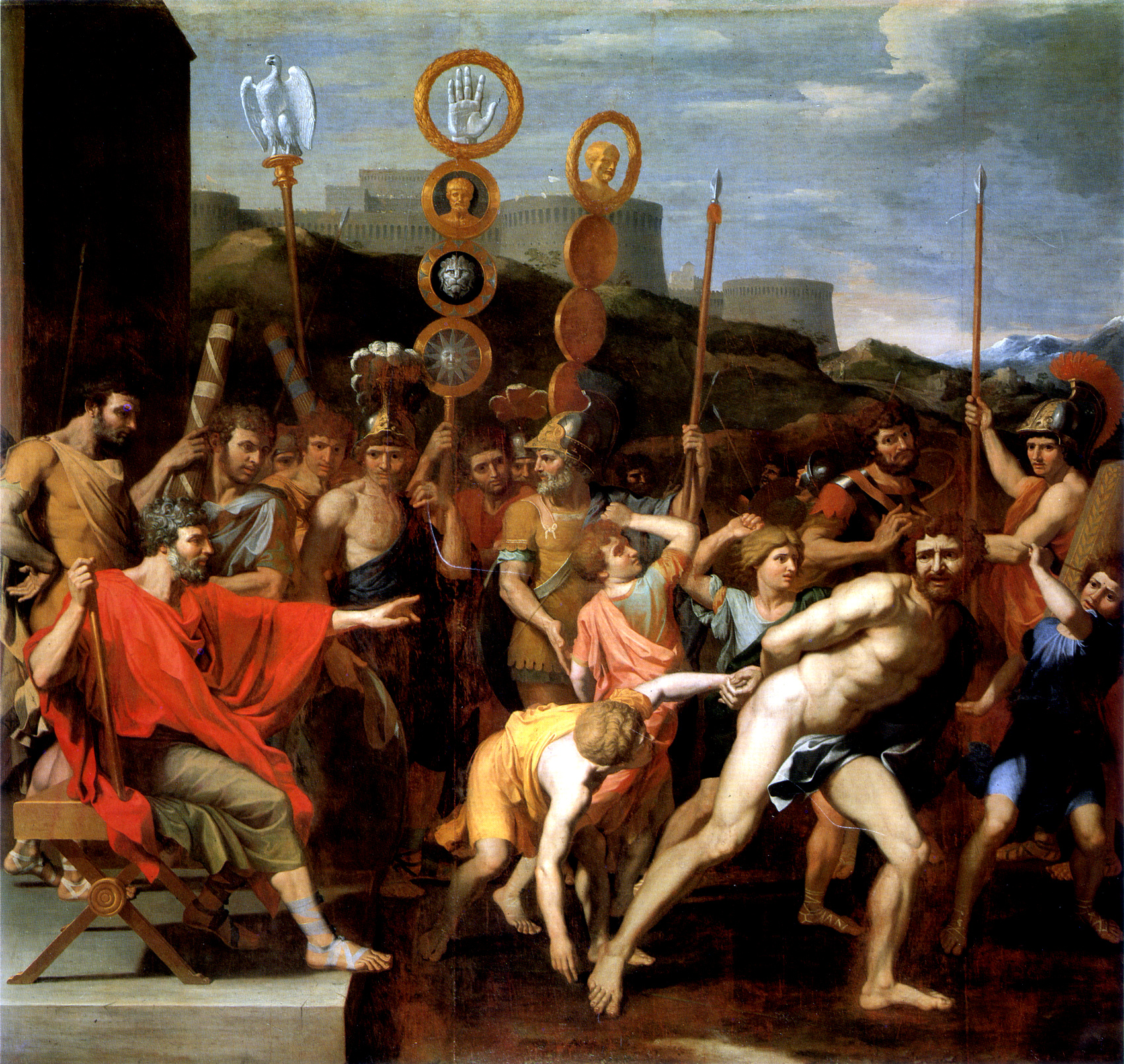
Nicolas Poussin, Camillo lascia il maestro di scuola ai suoi allievi (1637), Museo del Louvre, Parigi

A Furio Camillo fu affidata la campagna contro i Falisci e i Capenati che si concluse con la resa di Falerii e Capena a Roma e probabilmente Poggio Sommavilla, tutte città situate nella Valle del Tevere con stretti rapporti culturali.
Nel racconto di Livio i Falisci, dopo essere stati sconfitti in una battaglia campale dai romani condotti da Furio Camillo, si disposero a resistere ad oltranza, chiudendosi dentro la città; i romani si predisposero per sostenere un lungo assedio.
(Tito Livio, Ab Urbe condita libri, V, 26, 10)
A questo punto si inserisce il leggendario racconto del maestro di scuola falisco, che condotti i propri ragazzi fuori dalla città, li consegnò a Furio, perché li trattenesse come ostaggi. Furio Camillo, non solo rifiutò con sdegno l'offerta, ma rimandò il maestro indietro a Faleri, con le mani legate dietro la schiena, sospinto dalle verghe di cui aveva fornito i suoi allievi. Colpiti da un così nobile gesto, i Falisci decisero di arrendersi al generale romano.
Ai Falisci fu concessa la pace, contro la corresponsione della paga ai soldati romani per quell'anno.
A Gaio Emilio e Spurio Postumio fu invece affidata la campagna contro gli Equi. I due tribuni, dopo aver sbaragliato i nemici in campo aperto, decisero che mentre Gaio Emilio sarebbe rimasto a presidiare Verrugine, Spurio Postumio avrebbe saccheggiato le campagne degli Equi. Ma i romani, durante questa azione, furono sorpresi e sbaragliati da un attacco degli Equi.
Dopo la sconfitta, e nonostante che i molti soldati di guarnigione a Verrugine si fossero rifugiati a Tuscolo, temendo un successivo attacco degli Equi, Postumio riuscì a riorganizzare l'esercito, e ad ottenere una nuova vittoria campale contro gli Equi.

### Esilio
Nel 391 a.C., accusato dal popolo romano per una ragione non del tutto accertata nelle fonti antiche, Marco Furio decise di andare in esilio volontario ad Ardea, proprio quando i Galli Senoni, condotti da Brenno, cingono d'assedio Chiusi, che invia degli ambasciatori a Roma per chiedere aiuto contro i Galli.

#### I cavalli bianchi durante il trionfo romano

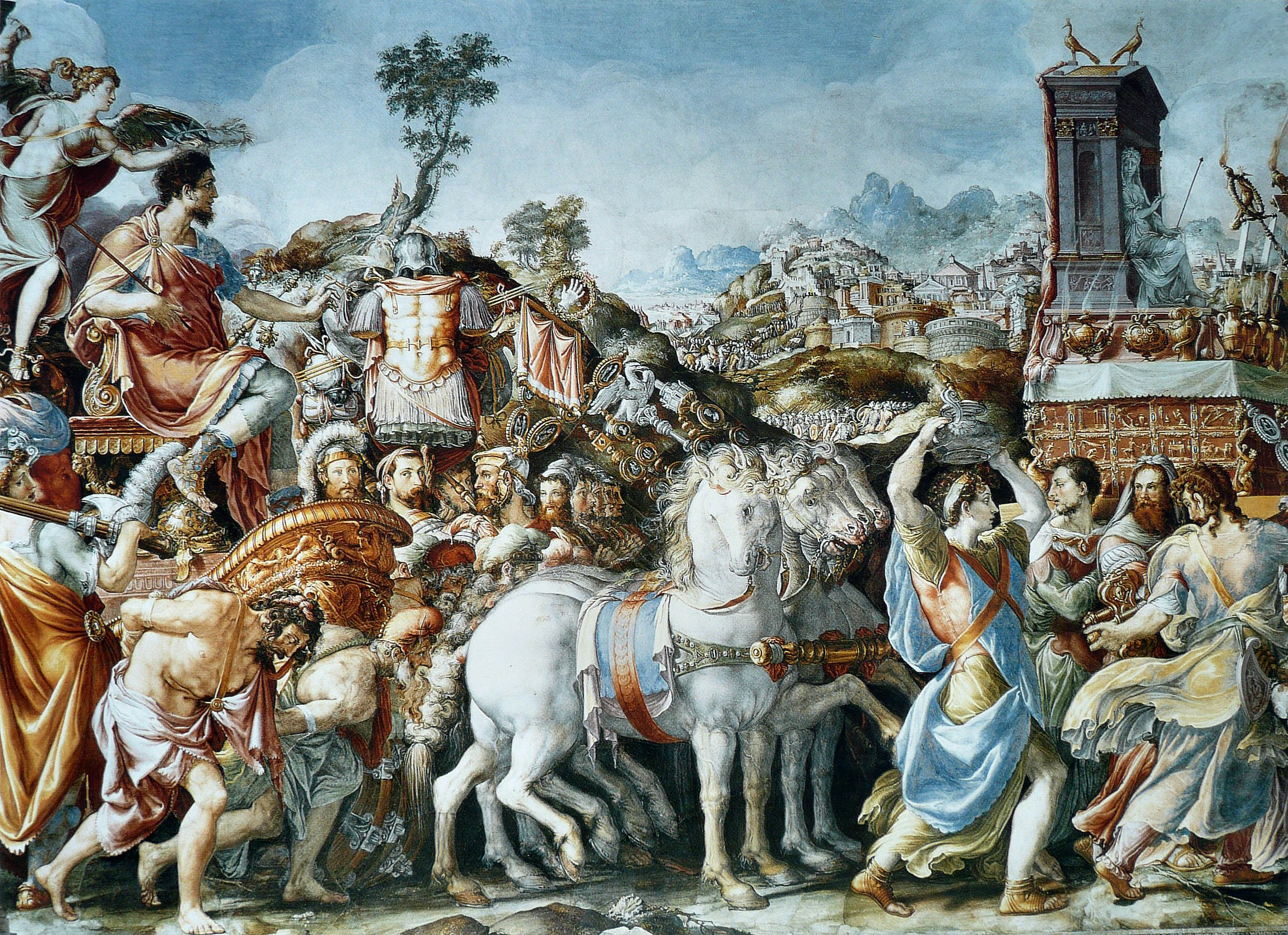
Il trionfo di Furio Camillo (Francesco Salviati)

Camillo fu accusato dal popolo romano di avere ecceduto durante il suo trionfo. L'uso, ritenuto simbolicamente pericoloso, dei cavalli bianchi sui quali si fece trasportare, sembra essere di fondamentale importanza per comprendere le cause che portarono al suo scontro ideologico con il popolo. A darne relativa notizia sono quattro storici antichi: Livio, Plutarco, Diodoro Siculo e Cassio Dione, le cui versioni concordano tutte nel focalizzare l'attenzione sulla vicenda dei cavalli bianchi adoperati da Camillo, motivo di profonda indignazione, mentre esse divergono nell'interpretazione del medesimo episodio.
Il perché tra i Romani l'uso dei cavalli bianchi durante un trionfo era ritenuto inaccettabile è stato punto di discussione tra diversi studiosi moderni. Dumézil, esperto di religioni antiche e di cultura indoeuropea, ha ipotizzato che il gesto di Furio Camillo venne ritenuto offensivo perché egli, trainando una quadriga di cavalli bianchi, contaminava, tramite l'inevitabile paragone, la cerimonia sacra nei confronti della Mater Matuta, che aveva origini indoeuropee, in quanto il carro trainato dai cavalli bianchi era un noto simbolo nell'innologia indiana, e la cerimonia era equiparabile all'Aurora vedica. La sua spiegazione si concilierebbe con la versione di Livio e di Plutarco che vedono Camillo come colui che aveva osato equipararsi ad una divinità.
Ma poiché è stato fatto notare che nel trionfo romano il condottiero doveva rappresentare la divinità (non era l'uomo a trionfare ma il dio protettore di Roma), l'imitatio Iovis et Solis non doveva essere motivo dell'indignazione popolare che si riversò su Camillo. Plinio afferma che fu proprio Camillo che delineò il modello sul quale si sarebbe basato nei secoli successivi il trionfo romano. Piuttosto l'indignazione poteva scaturire dall'accostamento di tale episodio con il potere assolutistico; immagine introdotta a Roma dall'influenza della tirannide greca di IV secolo a.C., in particolare di quella siracusana.

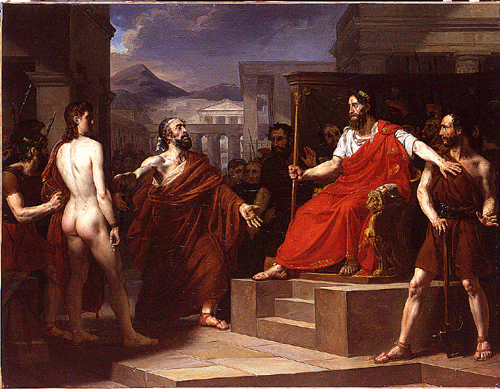
La figura del tiranno Dionigi, qui rappresentato nella nota leggenda di Pynthias et Damon (Eloi-Firmin Féron)

Secondo il Bayet, infatti, l'uso dei cavalli bianchi durante il trionfo romano (discusso è l'uso di tali animali anche durante il trionfo di Cesare) venne importato a Roma da Siracusa, quando questa si trovava sotto la forte influenza della tirannide dionigiana. Diodoro e Plinio danno notizia dell'uso che il tiranno Dionigi I faceva dei cavalli bianchi: egli li usò ad esempio per accogliere il filosofo Platone, facendo mostra di sé, utilizzandoli per le grandi occasioni. Espressione di massimo onore. L'abitudine di Dionigi, la sua familiarità con il simbolismo del cavallo bianco, divenne talmente nota che Livio la cita come metro di paragone per i tiranni a venire che ripresero questa usanza. A ciò si deve aggiungere la pratica del culto del tiranno (concepita proprio sotto la tirannide dionigiana e poi esplosa con l'ellenismo sotto il dominio di Alessandro Magno): i due tiranni, Dionigi I e Dionigi II, pare si paragonassero rispettivamente all'omonimo dio, Dioniso, il primo, e ad Apollo, il secondo; due divinità legate al nascere dell'astro. Da qui il collegamento con Furio Camillo, oltreché con la divinizzazione in generale del trionfatore romano, che pare venisse accostato, o si accostasse, anch'egli al dio Apollo—fu sua l'iniziativa di deporre la decima del bottino di Veio nel santuario di Apollo. Per cui si hanno due forti analogie con le usanze introdotte nel IV secolo a.C. da Dionigi I, che probabilmente sono all'origine del comportamento romano e dell'accostamento di Camillo al potere assolutistico, quindi alla conseguente avversione del popolo romano nei confronti di un possibile tiranno.

### Seconda dittatura

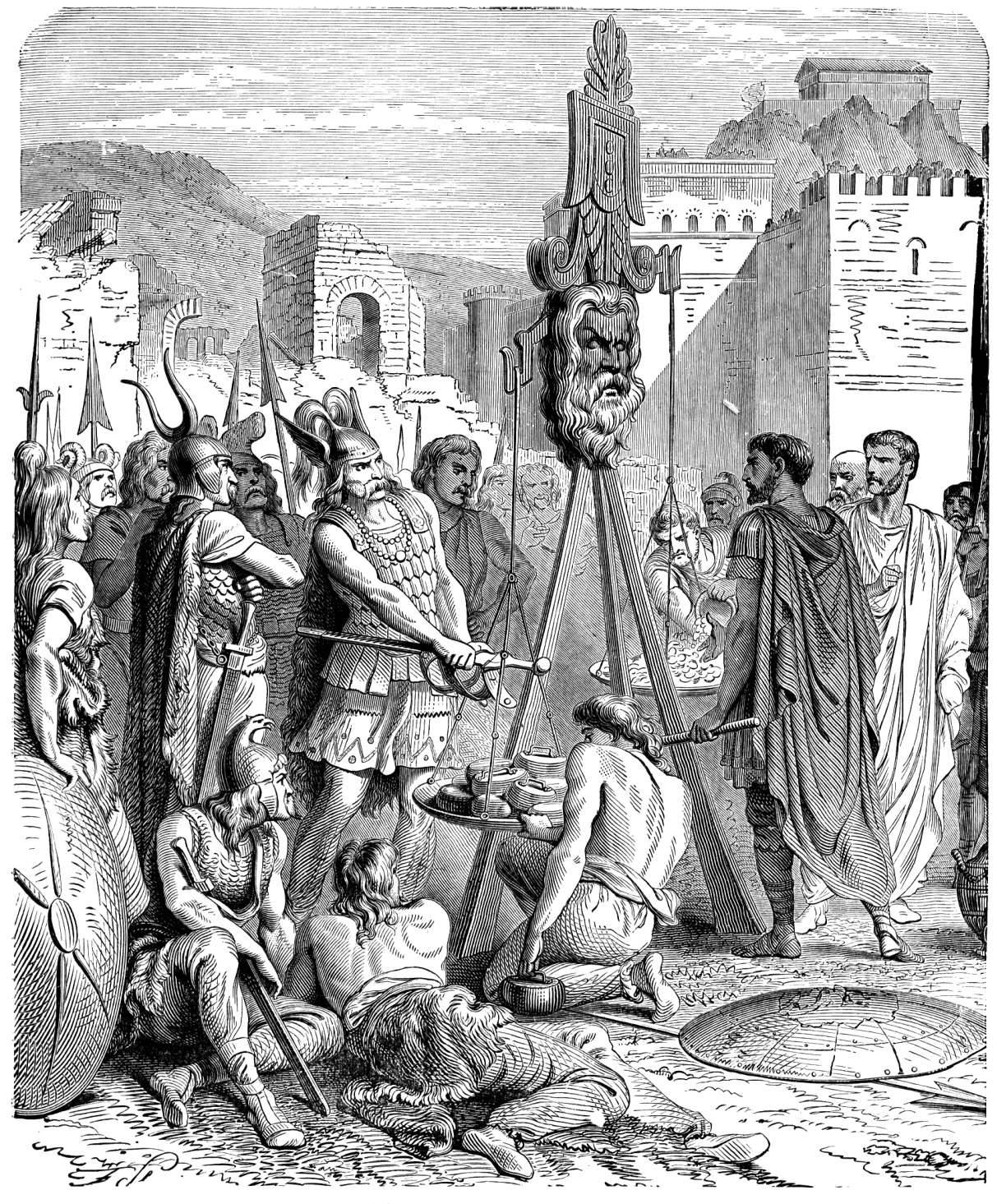
Brenno e Marco Furio Camillo dall' "Histoire de France en cent tableaux" di Paul Lehugeur

Nel 387 a.C. i Romani furono attaccati dai Galli Senoni e sconfitti nella Battaglia del fiume Allia; i Galli giunsero a conquistare gran parte di Roma e cinsero d'assedio il Campidoglio.
Sembra che i Romani furono costretti a pagare un pesante dazio e a consegnare le insegne cittadine per far togliere l'assedio. Successivamente, mentre i Galli tornavano indietro verso i loro territori, i Romani richiamarono Furio Camillo nominandolo nuovamente dittatore. Secondo la leggenda, Camillo, raccolte le truppe romane, inseguì i Galli, li sconfisse facendone strage e recuperò le insegne ed il bottino romano. Secondo altre fonti storiche, tuttavia, Furio Camillo riuscì a ricacciare i Galli lontano dal territorio romano, ma essi si ritirarono comunque in possesso del ricco bottino di guerra.
Invece secondo Tito Livio, Furio Camillo nominato dittatore mentre la città era ancora posta sotto assedio, riuscì ad arrivare a Roma prima che fosse pagato il riscatto concordato con il comandante dei Galli Brenno, riuscendo a sbaragliarli in due battaglie campali. Ottenuto il trionfo, riuscì a convincere i Romani a non emigrare a Veio, abbandonando la città, essendo per questo fatto ricordato come il Secondo Fondatore di Roma.
(Tito Livio, Ab Urbe condita libri, V, 49, 8)

### Terza dittatura
L'anno successivo fu nuovamente nominato dittatore, quando Roma dovette fronteggiare la minaccia dei Volsci, degli Equi e degli Etruschi, che pensavano di non dover trovare resistenza dall'Urbe, uscita stremata dalla lotta con i Senoni.
Dopo aver chiamato la leva, e riorganizzato l'esercito, lo divise in tre parti, affidandone una, che si stabilì a Veio, a Lucio Emilio Mamercino, con il compito di fronteggiare l'attacco etrusco, un'altra a Aulo Manlio Capitolino, con il compito di proteggere la campagna romana, e preso il comando della restante parte, condusse l'esercito contro i Volsci, sconfiggendoli a Mecio, nei pressi di Lanuvio. In seguito a questa sconfitta, i Volsci da più di sett'anni in guerra contro i romani, firmarono la propria resa.
Dopo i Volsci, Camillo attaccò gli Equi, riuscendo ad espugnarne la città di Bola.
In quel frangente la città di Sutri, alleata dei romani, stava subendo l'assedio da parte degli etruschi, e per questo aveva mandato ambasciatori a Roma, per richiederne l'aiuto. Camillo, tornato in città proprio mentre gli ambasciatori promuovevano la causa di Sutri, decise immediatamente di portare aiuto alla città alleata, riuscendo a cogliere di sorpresa gli attaccanti, proprio mentre erano entrati in Sutri per razziarla. Gli etruschi che abbandonarono le armi, ebbero salva la vita, ma furono venduti come schiavi. Tornato in città, Camillo celebrò il trionfo per le tre vittorie ottenute in quell'anno.

### Quarto tribunato consolare
Nel 386 a.C. fu eletto tribuno consolare con Quinto Servilio Fidenate, Lucio Orazio Pulvillo, Servio Cornelio Maluginense, Lucio Quinzio Cincinnato Capitolino e Publio Valerio Potito Publicola.
Quando Anzio riprese le armi contro Roma, sostenuta anche da giovani fuoriusciti Latini ed Ernici, il Senato decise di affidare le operazioni belliche a Furio Camillo, che volle con sé il collega Publio Valerio. A Quinto Servilio fu affidato il compito di organizzare un esercito da porre nella campagna romana, a difesa della città da possibili attacchi degli Etruschi, a Lucio Quinzio fu affidato il compito di presidiare le mura cittadine, a Lucio Orazio di organizzare tutto l'approvvigionamento di guerra e a Servio Cornelio l'amministrazione della città.
I Romani si scontrarono con l'esercito di Volsci, Latini ed Ernici, numericamente superiore a loro, nelle campagne intorno a Satrico; è a questa campagna che si riferisce l'episodio leggendario di Furio Camillo, che lancia il vessillo romano oltre le schiere nemiche, per spronare i romani al combattimento.
(Tito Livio, Ab Urbe condita libri, VI, 8, 1-3)
Nello scontro campale i Romani ebbero la meglio e i Volsci riuscirono a ritirare entro le mura di Satrico solo grazie ad un provvidenziale temporale che interruppe lo scontro. Ma abbandonati dagli alleati, i Volsci non riuscirono a difendere la città dal successivo attacco dei Romani, che entrarono in Sutri costringendo i nemici alla resa.
A Furio Camillo, tornato a Roma per ottenere il permesso di attaccare Anzio, il Senato affidò il comando delle operazioni belliche contro gli Etruschi che, approfittando dell'impegno romano contro i Volsci, avevano attaccato le città alleate di Sutri e Nepi.
Inviati Lucio Quinzio e Lucio Orazio a presidiare le campagne dove si era svolto lo scontro con i Volsci, Furio Camillo e Publio Valerio condussero l'esercito cittadino alla volta di Sutri, che fu liberata dagli Etruschi, che l'avevano occupata, grazie ad un'azione coordinata. Infatti mentre Camillo occupava gli assedianti con un attacco su di un lato della città, Publio conduceva l'altra parte dell'esercito, che entrò a Sutri dalla parte più sguarnita.
La riconquista di Nepi si presentò più difficile, anche per la defezione di parte dei cittadini, passati dalla parte degli occupanti Etruschi. Anche in questo caso i Romani ebbero la meglio, riuscendo a riconquistare Nepi, massacrando gli Etruschi e quanti fra i Nepi si erano uniti a loro.

### Quinto tribunato consolare
Nel 384 a.C. fu eletto tribuno consolare Servio Cornelio Maluginense, Gaio Papirio Crasso, Publio Valerio Potito Publicola, Servio Sulpicio Rufo e Tito Quinzio Cincinnato Capitolino.
Tutto l'anno fu segnato dalla vicenda del processo condotto contro Marco Manlio Capitolino, conclusasi con la sua condanna a morte.

### Sesto tribunato consolare
Nel 381 a.C. fu eletto tribuno consolare con Lucio Postumio Albino Regillense, Lucio Lucrezio Tricipitino Flavo, Aulo Postumio Albino Regillense, Lucio Furio Medullino Fuso e Marco Fabio Ambusto.
Contro tutte le regole, la conduzione della campagna di guerra contro i Volsci, che avevano occupato la colonia di Satrico, fu affidata a Furio Camillo, e a Lucio Furio, estratto a sorte tra gli altri tribuni, che avrebbe dovuto fungere da aiutante di Furio Camillo, ormai avanti negli anni.
Lucio Furio però iniziò a criticare il generale, perché questo, arrivati davanti a Satrico, aveva adottato una tattica attendista, in ragione del maggior numero degli avversari. E quando Lucio Furio, che era pur sempre un magistrato di pari grado, gli prospettò la necessità dell'attacco contro i Volsci, Furio Camillo non si oppose, lasciando al collega il compito di condurre l'attacco, riservando per sé il comando delle riserve.
(Tito Livio, Ab Urbe condita libri, VI, 23, 12)
L'attacco delle legioni, guidate da Lucio Furio, si risolse in una sconfitta per i Romani, ricacciati indietro dai Volsci, e si sarebbe tramutato in una completa disfatta per i Romani, se non fosse stato per il provvidenziale intervento dell'anziano generale. Lucio Furio, mitigò le proprie responsabilità, adoperandosi a trasmettere gli ordini di Furio Camillo nello scontro, a cui partecipò in prima persona, distinguendosi per il valore. Alla fine Furio Camillo riuscì a guidare i Romani alla vittoria.
Tra i tanti prigionieri i Romani ne riconobbero diversi provenienti dalla città alleata di Tuscolo, e per questo Furio Camillo ne portò alcuni a Roma, perché fossero interrogati dai Senatori.
Il Senato decise immediatamente per la guerra contro Tuscolo, affidandola a Furio Camillo, che, contrariamente ad ogni pronostico, volle come collega Lucio Furio. Arrivati a Tuscolo i romani trovarono la città aperta, e tutti i cittadini disarmati, intenti alle loro normali attività. A questo punto Furio Camillo permise ai maggiorenti della città di recarsi a Roma, per ottenere il perdono dai Senatori, che lo concessero, proprio in virtù dell'atteggiamento apertamente remissivo dei Tuscolani.

### Quarta dittatura
Nel 368 a.C., nel pieno della battaglia politica tra Plebei e Patrizi, per la definizione dei futuri assetti politici di Roma, e per la definizione della questione dei debiti contratti dai plebei (e della loro conseguente riduzione in schiavitù se non onorati), quando i tribuni della plebe Gaio Licinio Calvo Stolone e Lucio Sestio Laterano portarono le tribù a votare le proprie proposte di legge a favore dei plebei, nonostante il veto espresso dagli altri tribuni della plebe, controllati dai patrizi, il Senato nominò Marco Furio Camillo dittatore per la quarta volta, allo scopo di impedire la votazione delle leggi proposte da Licinio e Sestio.
(Tito Livio, Ab Urbe condita libri, VI, 38, 3-4)
Ma Furio Camillo non riuscì a dissuadere i tribuni della plebe dal recedere dalle loro azioni, rispettando il veto dei colleghi, e anzi, si dimise dalla carica; secondo alcuni perché la sua elezione non era stata regolare, secondo altri, perché temeva la reazione della plebe, una volta tornato normale cittadino romano.
(Tito Livio, Ab Urbe condita libri, VI, 38, 9)
A seguito delle sue dimissioni, il Senato elesse dittatore Publio Manlio Capitolino.

### Quinta dittatura
Nel 367 a.C., nominato dittatore per fronteggiare un'invasione dei Galli, nominò Tito Quinzio Peno Magister Equitum.
I romani affrontarono i Galli nei pressi di Albano, sconfiggendoli e mettendoli in fuga. Tornato a Roma, a Furio fu tributato il trionfo.
(Tito Livio, Ab Urbe condita libri, VI, 42, 7-8)
In quell'anno furono approvate le Leges Liciniae Sextiae, che permettevano l'accesso dei plebei al consolato.

### Morte
Sebbene patrizio nell'animo, comprese la necessità di fare concessioni alla plebe e fu determinante nel far approvare le Leggi licinie sestie. Morì di peste all'età di 81 anni (365 a.C.).
(Tito Livio, Ab Urbe condita libri, VII, 1, 8-10)

### Fonti primarie
- Livio V, 10; VI, 4
- Plutarco, Camillo
- Polibio II, 18
- Eutropio Breviarium ab Urbe condita I, 20

### Fonti secondarie
- Theodor Mommsen, Römische Forschungen, II, pp. 113–152 (1879)